# 通基奧爾霍山
13°06′00″S 72°29′23″W / 13.10000°S 72.48972°W
通基奧爾霍山（Tunquiorjo），是秘魯的山峰，位於該國南部庫斯科大區，由瓦約帕塔區和馬丘比丘區負責管轄，屬於安地斯山脈的一部分，海拔高度4,200米。